# Laura Montoya
Santa María Laura de Jesús Montoya Upegui, M.M.L. (Jericó, Antioquia, 26 de mayo de 1874 - Belencito, Medellín, Colombia, 21 de octubre de 1949), o más conocida como Santa Laura de Jesús o Madre Laura, es una santa católica, fue educadora, escritora y misionera fundadora de la Congregación de las Misioneras de María Inmaculada y de Santa Catalina de Siena.
En 2004 fue declarada beata de la Iglesia católica habiéndose conocido un milagro obrado por intercesión suya. En diciembre de 2012 se dio a conocer el veredicto por parte del grupo de evaluación del proceso de su canonización, según el cual, un segundo milagro fue obrado por intercesión suya, con lo que se completaron los requerimientos para su declaración como santa, lo que la convirtió en la primera santa de nacionalidad colombiana. El papa Francisco inscribió su nombre en el libro de los santos mediante la fórmula canónica en solemne concelebración eucarística en la plaza de San Pedro el 12 de mayo de 2013. Es la primera y única santa nativa colombiana.

## Biografía
Laura Montoya, "La Madre Laura", nació en Jericó (Antioquia), Colombia, el 26 de mayo de 1874. Fue bautizada el mismo día de su nacimiento con el nombre de María Laura de Jesús. Hija de Juan de la Cruz Montoya y María Dolores Upegui, tuvo dos hermanos: Carmelita, que era mayor y Juan de la Cruz, su hermano menor y su prima Luisa Upegui. Su padre, que era médico y comerciante, murió asesinado cuando ella tenía dos años de edad durante la guerra civil.
Este hecho, ocasionó una difícil situación económica en su familia. Su madre se vio obligada a emplearse como maestra de religión. Por este motivo, cuando Laura era aún niña, tuvo que habitar primero en la finca de su abuelo Lucio Upegui en Amalfi y posteriormente viajó con su madre y hermanos al municipio de Donmatías, en donde vivieron por algún tiempo.

### Educación
Debido a la precaria situación económica de su madre, Laura fue dejada en un hogar de huérfanos en Robledo (actualmente comuna de la ciudad de Medellín) el cual era dirigido por su tía María de Jesús Upegui, religiosa fundadora de la Comunidad de Siervas del Santísimo y de la Caridad. Sin haber recibido instrucción previa, su tía la inscribió a los 11 años de edad como externa en el Colegio del Espíritu Santo, una institución educativa frecuentada por niñas de clase alta de la ciudad. No obstante, en razón de las adversidades que vivió al habitar un hogar de huérfanos, sin dinero para comprar libros mientras estudiaba en un colegio de clase alta, se sintió marginada y al finalizar el año se retiró de la institución.
Al año siguiente se marchó a habitar en una finca de San Cristóbal al cuidado de su tía enferma. Mientras estaba allí se entregó a las lecturas espirituales que despertaron el deseo de hacerse religiosa carmelita. En 1887 regresó brevemente a Medellín, al lado de su madre y al poco tiempo su abuelo se enfermó, por lo que se retiró nuevamente a la finca de Amalfi a cuidar de él hasta su muerte.
La muerte de su abuelo empeoró la situación financiera de la familia. Cuando Laura tenía 16 años, la familia decidió que ella debía hacerse maestra para ayudar económicamente a su madre y hermanos. De esta manera, se presentó a la Escuela Normal de Institutoras de Medellín y obtuvo una beca del gobierno. Para su sustento al inicio de sus estudios, su tía María de Jesús Upegui le dio alojamiento, ofreciéndole a cambio dirigir el manicomio. Al poco tiempo se presentó una vacante en el internado y pasó a habitar en la misma Escuela, obteniendo excelentes resultados en sus estudios. En 1893 se graduó como maestra elemental de la Escuela Normal.

### Experiencia docente

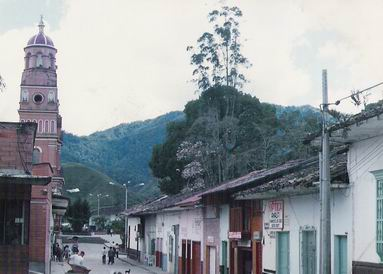
Panorámica de Amalfi, municipio en donde Laura vivió parte de su niñez e inició su carrera como maestra.

Se dedicó a formar jóvenes dentro de la fe católica en diferentes escuelas públicas del departamento de Antioquia. Su primera experiencia docente fue en Amalfi, en donde fue nombrada directora de la Sección Superior de la Escuela municipal, según el decreto 234 de enero de 1894. En ella procuró impartir sus enseñanzas siguiendo una orientación religiosa que no era del agrado de todas las autoridades del municipio.
Finalmente, algunos opositores a la formación religiosa interpusieron una queja ante la gobernación del departamento, a la cual la gobernación dio respuesta en favor de Laura, apoyada por el secretario de Instrucción Pública Pedro A. Restrepo, quien la conocía muy bien desde su paso por la Normal de Medellín. La guerra civil de 1895 obligó al cierre de las escuelas del departamento, lo cual forzó a Laura a mantener únicamente las clases preescolares en su propia casa.
En agosto de 1895 fue nombrada maestra en la Escuela Superior Femenina de Fredonia. La apertura de otro Colegio de señoritas en Fredonia por parte del cura del pueblo propició un reto para Laura que no llegó a afectar su buen desempeño en la Escuela Superior Femenina, pues terminó siendo preferida por la población. El 23 de febrero de 1897 fue trasladada a Santo Domingo. Allí decidió dar catolicismo a los niños en el campo. Mientras desarrollaba su carrera pedagógica, cultivó la mística profunda y la oración contemplativa.
Debido a su experiencia docente, su prima Leonor Echavarría le ofreció colaborar en la dirección del recién inaugurado Colegio de la Inmaculada en Medellín. El colegio ganó mucho prestigio en la ciudad, en él estudiaban hijas de familias de ingresos altos. Al morir su prima Leonor el 10 de junio de 1901, el colegio quedó completamente en manos de Laura. En noviembre de 1905 el escritor Alfonso Castro comenzó a publicar una novela llamada "Hija Espiritual" en la revista "Lectura Amena", cuya intriga desacreditó notablemente al Colegio de la Inmaculada y a su directora Laura, a tal punto que llevaron a su cierre definitivo.
Tras el cierre del colegio, Laura fue nombrada maestra de la escuela de La Ceja en donde estuvo por un poco tiempo y en 1907 la población le solicitó fundar un colegio en Marinilla. Estando allí comprendió que su misión era evangelizar a las comunidades indígenas de la región.

### Misionera religiosa
A la edad de 39 años, Laura decidió trasladarse a Dabeiba en compañía de 6 catequistas con la aprobación del obispo de Santa Fe de Antioquia, monseñor Maximiliano Crespo Rivera, para trabajar con los indígenas Emberá Katíos. Desde entonces dedicó el resto de su vida al apostolado y las misiones. El 14 de mayo de 1914 fundó la Congregación de Misioneras de María Inmaculada y Santa Catalina de Siena con un grupo de catequistas que la acompañaban a las misiones. A partir de entonces se dedicó a establecer con las hermanas misioneras centros cercanos a las comunidades indígenas, cuya casa principal estaba en Dabeiba. Estableció las constituciones de la Congregación y en 1917 las presentó ante el obispo Maximiliano Crespo Rivera. En 1919 fundó en San José de Uré una misión para trabajar con las personas de raza negra de la región.
Practicó la literatura, escribió 23 libros,  en los cuales narró sus experiencias místicas con un estilo comprensible y atractivo. Su autobiografía se titula "Historia de la Misericordia de Dios en un alma". En 1939 el presidente Eduardo Santos la condecoró con la Cruz de Boyacá. Pasó sus últimos 9 años de vida en silla de ruedas. Falleció en Medellín el 21 de octubre de 1949, tras una larga y penosa agonía. La congregación de misioneras contaba con 90 casas en el momento de su muerte y estaba conformada por 467 religiosas que trabajaban en tres países.

## Beatificación

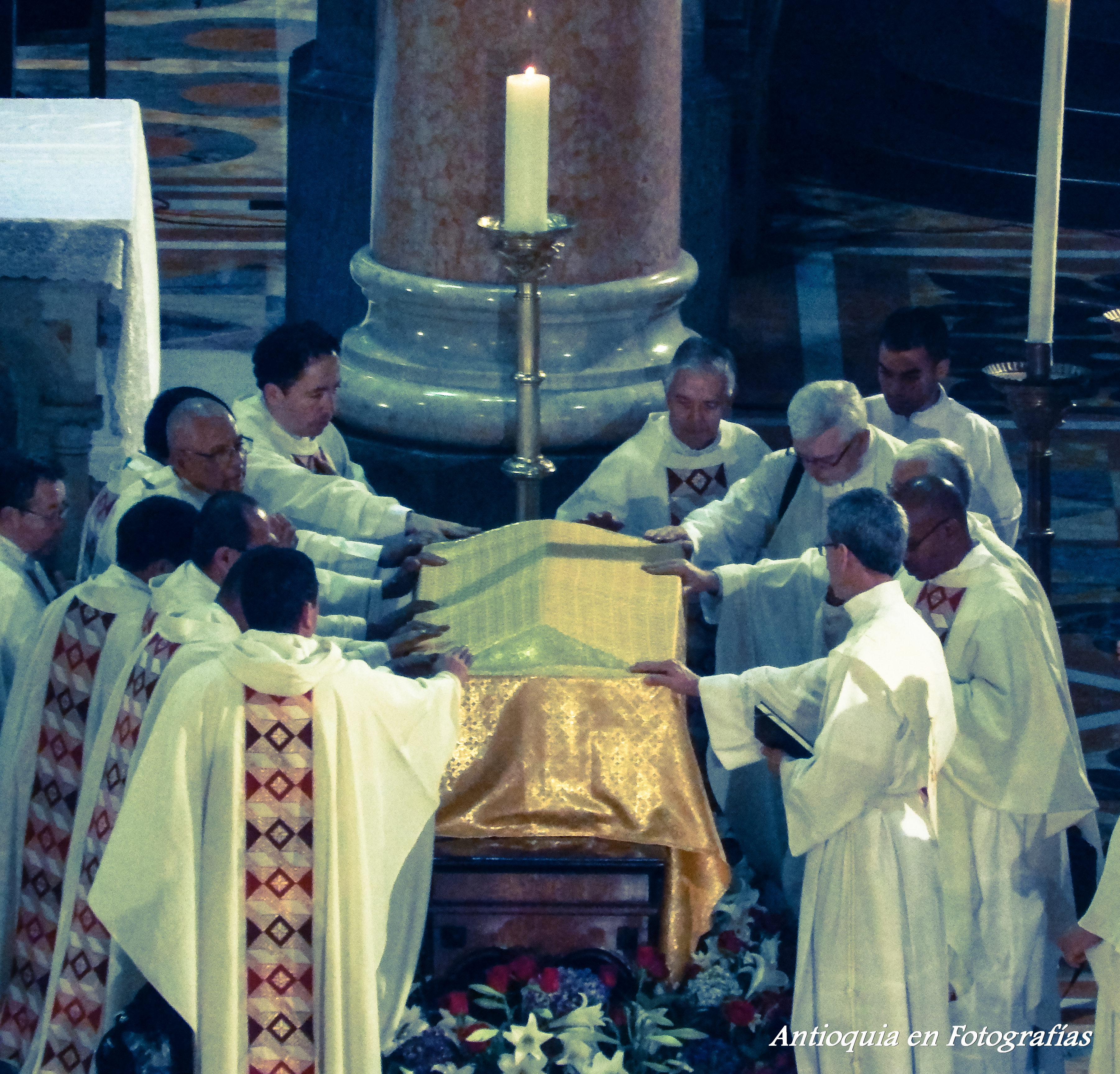
Restos mortales de la Madre Laura y Misa en acción de gracias, Catedral Metropolitana de Medellín.

La causa para la beatificación de la Madre Laura fue introducida el 4 de julio de 1963 por la Arquidiócesis de Medellín. El 11 de julio de 1968 la congregación religiosa de misioneras fundada por ella recibió la aprobación pontificia. Fue declarada sierva de Dios en 1973 por el papa Pablo VI y posteriormente declarada venerable el 22 de enero de 1991 por el papa Juan Pablo II. El propio Juan Pablo II la beatificó el 25 de abril de 2004 en una ceremonia religiosa realizada en la Plaza de San Pedro en Roma en presencia de 30.000 fieles. El arzobispo de Medellín Alberto Giraldo Jaramillo erigió por medio del Decreto 73 de 2004 el Santuario en donde reposan las reliquias de la Madre Laura. Posteriormente el Congreso de Colombia aprobó la ley 959 del 27 de junio de 2005 por la cual se le rinde homenaje a la Beata Madre Laura y reconocimiento a su obra evangelizadora. Su fiesta se celebra el 21 de octubre.

## Canonización

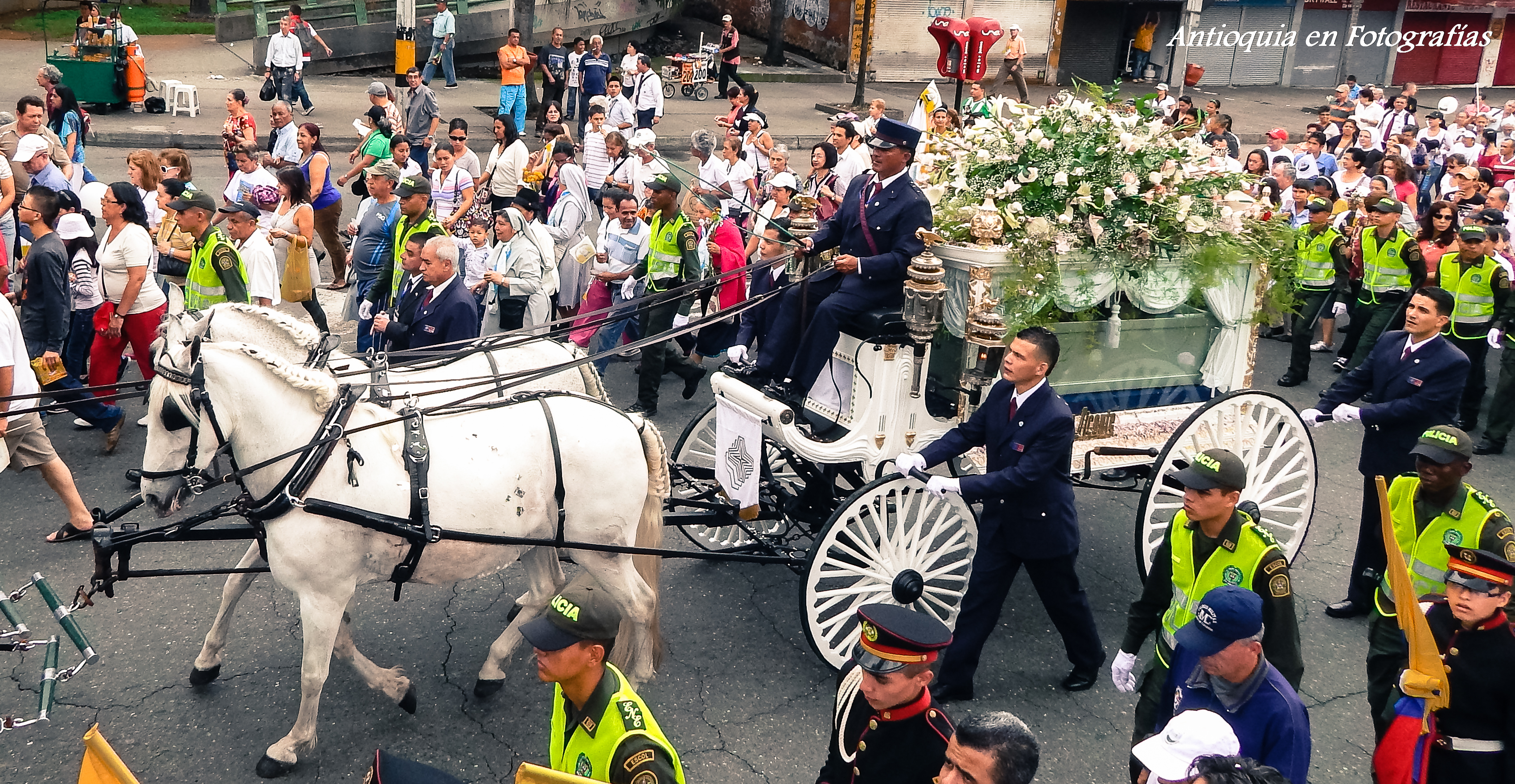
Carroza de la Funeraria San Vicente, transportando los restos mortales de Santa Laura hacia la Catedral Metropolitana de Medellín.

El 20 de diciembre de 2012 en la Ciudad del Vaticano, el cardenal Angelo Amato dio a conocer la autorización del Papa Benedicto XVI para la canonización de la Madre Laura Montoya, siendo la primera persona de nacionalidad colombiana reconocida como santa en la Iglesia Católica. 

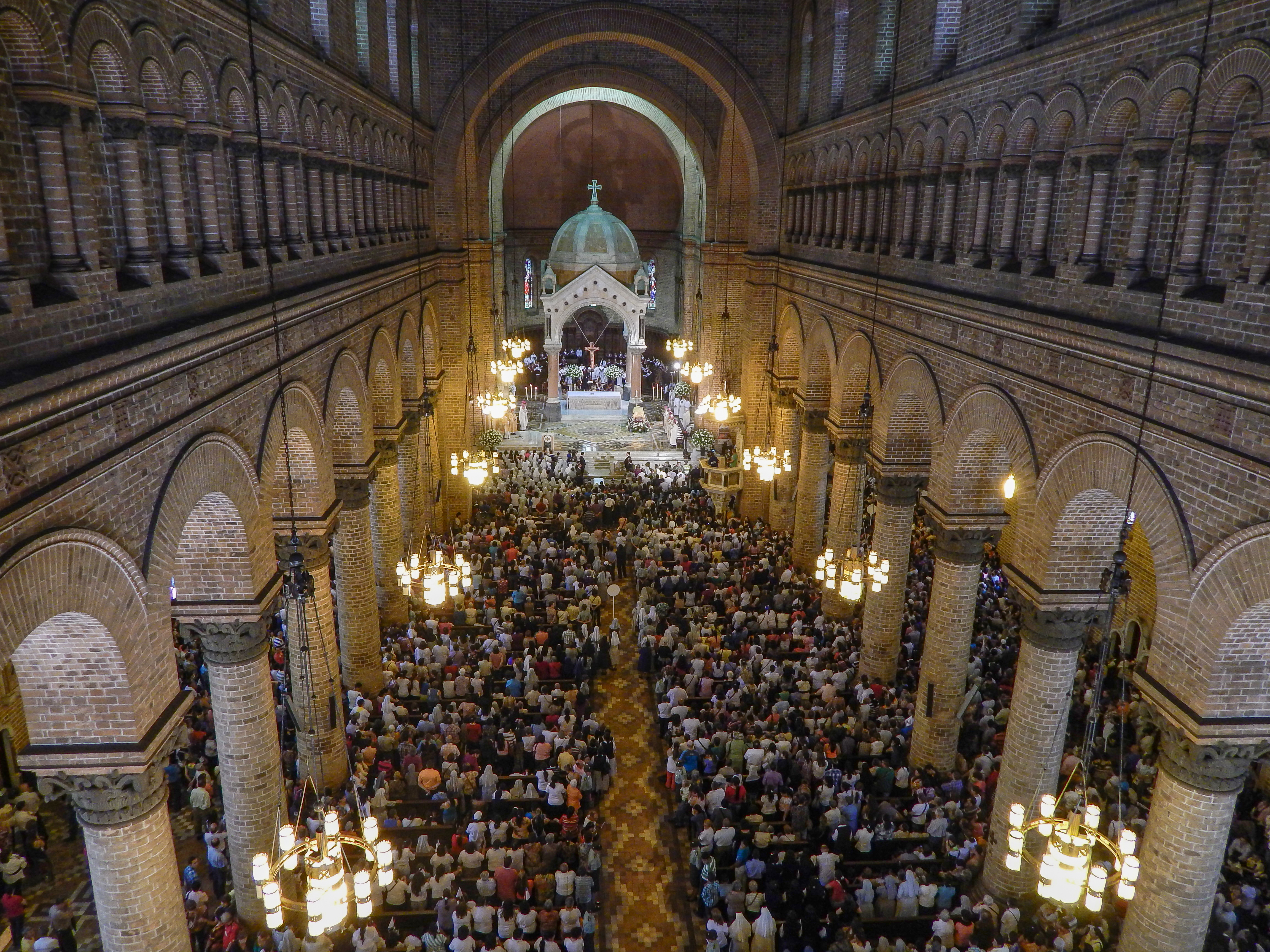
Misa acción de gracias por la canonización de la Madre Laura. Catedral Metropolitana de Medellín.

 Habiéndose reconocido ya un milagro obrado por intercesión suya sobre la señora Herminia González Trujillo en 1993, por el cual fue declarada beata, se reconoció un segundo milagro, siendo éste realizado en favor del médico antioqueño Carlos Eduardo Restrepo, quien, de una manera inexplicable para la ciencia, fue sanado de una enfermedad terminal. La fecha final para la celebración del rito de canonización se anunció el 11 de febrero de 2013. Su canonización se realizó el 12 de mayo de 2013. A esta ceremonia a la que asistieron aproximadamente 80000 personas y que se realizó en la Plaza de San Pedro de la Ciudad del Vaticano, asistió también una importante delegación de colombianos encabezada por el presidente de Colombia Juan Manuel Santos como también el médico Carlos Eduardo Restrepo en compañía de su familia y los médicos que dieron testimonio de este milagro. Durante la ceremonia, el Papa Francisco dijo:

Esta primera santa nacida en la hermosa tierra colombiana nos enseña a ser generosos con Dios, a no vivir la fe solitariamente – como si fuera posible vivir la fe aisladamente -, sino a comunicarla, a irradiar la alegría del Evangelio con la palabra y el testimonio de vida allá donde nos encontremos. Nos enseña a ver el rostro de Jesús reflejado en el otro, a vencer la indiferencia y el individualismo, acogiendo a todos sin prejuicios ni reticencias, con auténtico amor, dándoles lo mejor de nosotros mismos y, sobre todo, compartiendo con ellos lo más valioso que tenemos: Cristo y su Evangelio.

El representante a la Cámara por el departamento de Antioquia Carlos Alberto Zuluaga Díaz presentó el proyecto de ley 253 de 2013 por medio del cual se le rinden honores a Santa Laura Montoya. En el proyecto se propone consagrarla como Santa Patrona del Magisterio de Colombia, así como levantar un mausoleo para la peregrinación de los fieles en el Santuario donde está su tumba. Adicionalmente la senadora Olga Lucía Suárez Mira y el representante a la cámara Germán Alcídes Blanco Álvarez presentaron el proyecto de ley 244 de 2013 por medio del cual se declaró festivo en Colombia el 21 de octubre, consagrado a Santa Laura Montoya. La iniciativa, ahora conocida como la Ley "Madre Laura" fue aprobada en segundo debate por la Plenaria de la Cámara de Representantes el 19 de junio de 2013.
En agosto de 2015, Caracol Televisión transmitió una serie biográfica de 24 capítulos sobre la vida de nuestra santa titulada "Laura, la santa colombiana".